# Tour della nazionale maschile di rugby a 15 della Georgia 2002
Tra le due edizioni del 1999 e 2003 della coppa del Mondo di rugby, la nazionale gallese di rugby a 15 si reca varie volte in tour.
Nel 2002 disputa alcuni match contro club francesi.
| La Rochelle 10 agosto 2002 | La Rochelle | 18 – 13 | Georgia XV |  |

| 14 agosto 2002 | Aurillac | 0 – 0 | Georgia XV |  |

| Colomiers 22 agosto 2002 | Colomiers | 48 – 34 | Georgia XV |  |

| Béziers 25 agosto 2002 | Béziers | 36 – 0 | Georgia XV |  |